# Olympische Winterspiele 1994/Teilnehmer (Türkei)
| Gelbes Symbol für Goldmedaillen mit stilisierten Olympischen Ringen | Graues Symbol für Silbermedaillen mit stilisierten Olympischen Ringen | Braundes Symbol für Bronzemedaillen mit stilisierten Olympischen Ringen |
| ------------------------------------------------------------------- | --------------------------------------------------------------------- | ----------------------------------------------------------------------- |
| —                                                                   | —                                                                     | —                                                                       |

Die Türkei nahm an den Olympischen Winterspielen 1994 im norwegischen Lillehammer mit einem Athleten teil. 

## Sportarten

### Skilanglauf
| Athleten        | Wettbewerbe     | Zeit        | Rang |
| --------------- | --------------- | ----------- | ---- |
| Männer          |                 |             |      |
| Mithat Yıldırım | 10 km klassisch | 32:34,8 min | 87   |